# Negazione logica (simbolo)
La negazione logica, chiamata anche semplicemente negazione, non o not, è un simbolo scientifico di tipo matematico. Essa viene utilizzata in diversi campi di questa disciplina, ma la sezione che la utilizza maggiormente è senz'altro la logica matematica: qui la ¬ viene spesso adoperata insieme ad altri simboli, come l'et e il vel. Essa consiste graficamente in un segmento orizzontale, alla cui estremità destra è unito un secondo tratto, brevissimo, verticale e discendente, formante con il primo un angolo retto. L'etimologia del non è delle più semplici: servendo, infatti, per negare qualcosa in matematica, il nome negazione [dal latino negatio, onis, l'atto del negare] è più che appropriato.

## Utilizzo
Il not viene utilizzato in matematica allo scopo di negare un'affermazione: se {\displaystyle A} è la proposizione da contraddire, la scrittura dovrà essere {\displaystyle \neg A}; per quanto riguarda le tabelle di verità, dunque, la negazione è l'operatore più semplice ed intuitivo: se la proposizione {\displaystyle A} è vera, allora {\displaystyle \neg A} è falsa, e viceversa. Due negazioni affermano, per cui: {\displaystyle A=\neg \neg A.}

## Notazione
La negazione di una proposizione p è simboleggiata in vari modi a seconda dei contesti di discussione e campi di applicazione. Riportiamo le seguenti varianti:
| Notazione                  | Pronuncia              |
| -------------------------- | ---------------------- |
| ¬p                         | p negato               |
| −p                         | p negato               |
| ~p                         | p negato               |
| Np                         | enne p                 |
| {\displaystyle p'}         | p primo, complemento p |
| {\displaystyle {\bar {p}}} | p barra, barra p       |
| {\displaystyle !p}         | non p                  |

È indifferente quale sia la notazione o il simbolo usato, comunque la negazione ¬p si può leggere come "non p".

## Codice Alt
Sui sistemi Windows si ottiene il simbolo ¬ con ALT+170 del tastierino numerico oppure ALT+0172